# 李麗霞
李麗霞（英語：Li Lai Ha，1961年1月7日—），又名李翊寧，藝名“黑妹”，香港女歌手及演員，1983年參加第二屆新秀歌唱大賽而加入演藝圈，主要活躍於1980至1990年代。她曾是無綫電視部頭合約女藝員，在2017年10月中跟無綫電視結束合約，2018年5月再回巢無綫，2019年5月再離巢。。 

## 背景
李麗霞出身音樂家庭，10多歲時居住在九龍佐敦，父親是粵劇樂師領班，母親在銅鑼灣避風塘任職街頭歌手，胞弟是1名星級健身教練。由於李麗霞父親早逝，她13歲便輟學，並投身社會工作減輕家庭負擔。由是自1973年開始在香港夜總會酒廊唱歌。後來，李麗霞一度與丈夫移民加拿大生活，1983年回港參加第二屆新秀歌唱大賽。隨著知名度提高，她在香港的歌舞埸所唱歌，亦有外出美國、加拿大、英國、法國、東南亞、中國大陸各地登台演出。除此之外，李麗霞曾在尖沙咀開設酒廊「Bar City」，又涉足水果舖、茶餐廳、海南雞飯店、火鍋店等飲食商業項目。
2009年至今，李麗霞經營製作公司「BG Production Limited」生意，安排藝人登台唱歌事宜。演戲方面，李麗霞較少參演影視作品，曾於2014年應王祖藍邀請參演劇集《老表，你好Hea！》，繼而簽約成為無綫電視部頭合約女藝員，至2017年10月中約滿離開；期間在2015年獲指點取藝名「李翊寧」，及後於2018年5月回巢，2019年5月再度離巢。2017年，她由於發現頸椎有一個直徑4厘米的腫瘤，而肺部確診第一期癌症，腦部也有腫瘤，她於是減少演唱會工作和接受切除手術（左邊肺葉）與後續治療。

## 個人生活
李麗霞於17歲當上母親，為第一個於夜總會認識的男朋友（後為丈夫）生下1名女兒（女兒蔡穎秋是選秀節目《中年好聲音》的參賽者）。她在20多歲時再婚，且跟隨於卡加利開設餐館的丈夫移民到加拿大生活，但因覺得沉悶而返回香港發展事業。首段婚姻結束的原因與自己一意孤行下決定有關，第二次離婚則源於自己性格問題─無法接受第二任丈夫要求她返回加拿大過活的要求。

## 演出作品

### 電視劇
| 首播   | 名稱              | 角色       | 備註     |
| 2007年 | 靈舍不同          | 小白光     | 亞洲電視 |
| 2014年 | 老表，你好hea！   | 垃圾卿     | 無綫電視 |
| 2017年 | 老表，畢業喇！    | Elsa       | 無綫電視 |
| 2019年 | 牛下女高音        | 興哥       | 無綫電視 |
| 2019年 | 解決師            | 琼姐       | 無綫電視 |
| 2023年 | 法言人            | 海鮮檔阿嬸 | 無綫電視 |
| 2024年 | 逆天奇案2         | 霞姐       | 無綫電視 |
| 待考   | 愛·回家之開心速遞 |            | 無綫電視 |

## 節目嘉賓
亞洲電視
- 2008年 樂壇風雲50年
- 2010年 肥媽老友記
- 2011年 智醒智勁四方城

無綫電視
- 2009年 今日VIP
- 2011年 今日VIP
- 2012年 今日VIP
- 2013年 夜宵磨
- 2013年 超級無敵獎門人 終極篇
- 2014年 吾淑吾食
- 2015年 今日VIP
- 2015年 Sunday靚聲王
- 2016年 暖DD·食平D
- 2016年 今個夏天食平D
- 2018年 流行經典50年
- 2019年 深夜美食團
- 2019年 流行經典50年
- 2020年 流行經典50年
- 2021年 思家大戰
- 2022年 煮·野食

其他
- 2011年 煮角（now寬頻電視）
- 2011年 贏得樂 玩得喜（香港電台）

## 外部連結
- 李麗霞的Facebook專頁
- 李麗霞的Instagram帳戶
- 李麗霞的新浪微博
- 李麗霞在香港影庫上的簡介